# Попель Михайло (протоієрей)
Михайло Попель нар. 21 лютого 1886 - †16 січня 1961 — протоієрей Української автокефальної православної церкви. Релігійний і громадський діяч на Лемківщині і Волині.
Народився 21 лютого 1886 у селі Добра Шляхецька, Сяноцького повіту на Лемківщині.
Навесні 1906 року закінчив Сяноцьку ґімназію. Вступив до Австрійського війська, де закінчив підстаршинску школу і закінчив службу у 1908 році. 8 березня 1908 року виїхав до США де працював на фізичних роботах а згодом у друкарні.
Мешкав в Нью-Йорку а згодом у Чикаго де вступив на навчання до теологічного факультету, який закінчив у 1916 році. 20 вересня 1916 одружився з Магдаленою Демко яка походила з села Бусько, Сяноцького повіту. Належав до братства Св. Петра і Павла та 245 відділу Українського Народного Союзу у місті Трентон, Нью- Джерсі. У 1916 році Михайло Попель був висвячений у сан диякона а 27 вересня того ж року у сан священника католицьким єпископом. Служив у 1916 - 1917 роках в парафіях в Джолієт, штату Іллінойс, Мілвокі,штат Вісконсин та Трентон, штат Нью-Джерсі. Українська православна громада міста Трентон звернулася до Михайла Попеля з пропозицією перейти на православя на що він погодився.
4 листопада 1919 року повернувся до України. Був настоятелем українських православних парафій на Волині у Рівному, Порицьку, Кириґині, Котові та Мельниці з 1920 по 1926 рік, також на Лемківщині у Гировій, Тіляві і Липовці  в 1926 - 1933 роках, в Усті Руському, Квятоні, Сквіртному і Реґотині у 1946 - 47 роках. З 1940 по 1946 був в'язнем радянських концтаборів в Асіно, Томської області, перебував на засланні в Казахстані. По виселенню під час акції "Вісла" 1947 року з Лемківщини став організатором ряду українських православних парафій на західних землях Польщі.
Помер у місті Зелена Гура, Польща 16 січня 1961 року.
- Героїчний Шлях. Іван Попель. Торонто. 1986